# Simon Ungers
Simon Ungers (né le 8 mai 1957 à Cologne, mort le 6 mars 2006 à Hürth) est un architecte et sculpteur allemand.

## Biographie
Simon Ungers est le fils de l'architecte Oswald Mathias Ungers et Liselotte Gablers. En 1967, la famille s'installe aux États-Unis. Il étudie de 1975 à 1980 l'architecture à l'université Cornell.
Simon Ungers vit et travaille à New York et à Cologne. Outre son travail d'architecte, il est connu pour ses sculptures en acier et ses installations lumineuses. Il est notamment remarqué pour la T-House conçue avec Tom Kinslow, une maison privée faite en acier Corten à Wilton (New York), et la Cube-House en béton à Ithaca (New York).
En 1995, il est récompensé pour son projet pour le Mémorial aux Juifs assassinés d'Europe, mais son projet n'est finalement pas retenu.
Simon Ungers fut enseignant à l'université Harvard, à l'université Cornell et à l'University System of Maryland.

## Source de la traduction
- (de) Cet article est partiellement ou en totalité issu de l’article de Wikipédia en allemand intitulé « Simon Ungers » (voir la liste des auteurs).